# Ryūsei Nakao
Ryūsei Nakao (中尾 隆聖?, Nakao Ryūsei) o Tomoharu Minamiya (南谷 智晴?), pseudonimo di Tomoharu Takeo (竹尾 智晴?, Takeo Tomoharu; Tokyo, 5 febbraio 1951), è un doppiatore, cantante e attore giapponese.
Affiliato a 81 Produce; la sua voce viene considerata adatta per personaggi che hanno voci acute e personalità completamente sadiche: infatti, come doppiatore, ha doppiato Baikinman (Anpanman), Freezer (Dragon Ball), Amanojaku (Fantasmi a scuola), Mayuri Kurotsuchi (Bleach) e Caesar Clown (One Piece).

## Biografia
Cresciuto dai nonni, fin dalla tenera età (per motivi familiari), a tre anni, si unì al gruppo teatrale infantile "Himawari Theatre Group" mentre a cinque anni, debuttò nel dramma radiofonico "Fuku-chan". Successivamente, dal 1957, fece parte della "Tokyo Actor's Life Cooperative" e, durante le scuole medie, iniziò a vivere, da solo, in un appartamento gestito dai nonni; nello stesso periodo, conobbe Shūichi Ikeda, Toru Koyanagi, Hiroyuki Ota, Taro Shigaki e altri futuri doppiatori.
Dopo la sua infanzia, fino a quando il suo lavoro di doppiatore non divenne stabile, Nakao continuò a fare l'attore, per molto tempo, senza cantare e un periodo di resistenza mentale continuò (incluso un forte calo del lavoro sui media). Durante quel periodo, il numero di apparizioni teatrali aumentò e sperimentò molte opportunità di esibizioni come ospiti nelle compagnie teatrali di Nachi Nozawa e riguadagnò la sua fiducia come attore. «Ringrazio il signor Nozawa per aver potuto continuare a lavorare come doppiatore», ricordò Nakao.
Dopo essersi diplomato alla "Waseda Jitsugyo School", continuò a lavorare come attore mentre gestiva snack al "Shinjuku 2-chome". Sebbene fosse un doppiatore, apparve in numerose serie televisive (fino alla metà degli anni 1970) e venne chiamato "doppiatore" fino a quando non si unì a "81 Produce through Production Baobab". Inizialmente, era attivo con il suo vero nome ma (su raccomandazione della moglie) lo cambiò con il nome d'arte "Ryusei Nakao".
All'inizio degli anni 1980, formò un'unità "Four in One" con Akira Kamiya, Naoya Uchida, Ryoichi Fukuzawa e altri doppiatori. Attualmente, è responsabile di molte produzioni ed è anche impegnato in attività teatrali musicali; oltre alla carriera radiofonica, ha anche pubblicato molti dischi.

### Personaggi doppiati

#### Qualità personali
Come doppiatore, è attivo in numerose sedi che lo hanno reso molto famoso in patria (al punto che lo scrittore Takashi Yanase, lo definì "una voce sexy con una qualità vocale unica"); lo stesso Nakao afferma che gli piace doppiare una persona che ha molti difetti, un ruolo che sente adatto per sé.

## Doppiaggio

### Film
- Gleeble in Men in Black II
- Raffaello in Tartarughe Ninja alla riscossa
- Jonathan Carnahan in La mummia
- Jack Goodman in Un lupo mannaro americano a Londra

### Film d'animazione
- Borg in Alien 9
- Serafita in Angel Sanctuary
- Murza Merime in Sōkō kihei Votoms
- Hideyoshi in Bari Bari Densetsu
- Louis Machungo in Il regno di Ga'Hoole - La leggenda dei guardiani
- Iizuka in Kenshin - Samurai vagabondo: The Movie
- Roger Rogers in Plastic Little
- Brad Kilsten in Psychic Force
- Jean-Bob in L'incantesimo del lago
- Bartok in Anastasia
- Bun in Blade of the Phantom Mask
- Mayuru Kurotsuchi in Bleach: Memories of Nobody e Bleach: The DiamondDust Rebellion
- Zini in Dinosauri
- Kouhei Sawaki in Detective Conan: L'asso di picche
- Night Pumpkin in Eiga Go! Princess Pretty Cure - Go! Go!! Gōka 3-bon date!!!
- Batty Koda in FernGully - Le avventure di Zak e Crysta
- Freezer e Cooler in Dragon Ball Z: Il destino dei Saiyan, Dragon Ball Z: L'invasione di Neo Namek,Dragon Ball Z: Il diabolico guerriero degli inferi, Dragon Ball Z Gaiden: Saiyajin zetsumetsu keikaku e Dragon Ball Z: La resurrezione di 'F'
- Biagio in Lilli e il vagabondo e Lilli e il vagabondo II - Il cucciolo ribelle
- Ling in Mulan
- Relta in La dea della discordia
- José Carioca in I tre caballeros
- Five in La bella e la bestia - Un magico Natale

### Serie televisive
- Noogie Lamont in Miami Vice
- Gus Pike in La strada per Avonlea
- Steve Brady in Sex and the City
- Gou Fubuki in Denshi Sentai Denziman
- Agent Abrella in Tokusou Sentai Dekaranger
- Jelly Imagin in Kamen Rider Den-O
- Ladybug Fangire in Kamen Rider Kiva
- Mori in Ultra Q
- Marty in Baby Felix & friends
- Alien Knuckle in Ultraman Mebius & Ultraman Brothers

### Serie animate
- Yakko Warner in Animaniacs
- Buster Bunny in I favolosi Tiny
- Darkwing Duck/Drake Mallard in Darkwing Duck
- Sweetchuck in Scuola di polizia
- John Arbuckle in Garfield e i suoi amici
- Sujaku in Angel Heart
- ET in Anmitsu Hime
- Baikinman in Anpanman
- Han in Buzzer Beater
- Hideyoshi in Bari Bari Densetsu
- Shagī in Beet the Vandel Buster
- Mayuri Kurotsuchi in Bleach
- Moichi Kondō in Captain
- Kazama Tōru in City Hunter 3
- Roco Bonnaro in Cowboy Bebop
- Eshi in D.Gray-man
- Kare e narratore in PPG Z - Superchicche alla riscossa
- Yoshio in Tantei gakuen Q
- Jason Bates in Devil Lady
- Lucemon in Digimon Frontier
- Tamburello in Dragon Ball
- Freezer in Dragon Ball Z, Dragon Ball GT, Dragon Ball Kai e Dragon Ball Super
- Frost in Dragon Ball Super
- Maggiore in Ken il guerriero
- Mitsugu Himekawa in Glass no kamen
- Amanojaku in Fantasmi a scuola
- Takuma in Gintama
- Smith in Ginga Densetsu Weed
- Takashi Shirogane e Ryou Shirogane in Golion
- Momiage in Hiatari ryōkō!
- Iga no Kabamaru in Ninja Boy
- Ichirō Kodama in Kami nomi za shiru sekai
- Totto in Kimba, il leone bianco
- Hideo Inokuma e Nakagami in Kindaichi shōnen no jikenbo
- Kir in King of Bandit Jing
- Precedente Re dei Demoni in Maoyū
- SnakeMan e Zoano SnakeMan in Rockman EXE
- Alfred in Montana Jones
- Sniff in Moomin
- Erik e Caesar Clown in One Piece
- Memosuke in Parasol Henbē
- Sariyama in Pecola
- Griffon Kato in Rave - The Groove Adventure
- Carlos Rivera in Rocky Joe 2
- Lizardman in Rosario + Vampire
- Kraken Isaac in Saint Seiya
- Pochi in Saiyuki
- Gyaza in Shinzo
- Noise in Suite Pretty Cure♪
- William Conrad in Trigun Stampede
- Topo Gigio in Topo Gigio
- Nishimura in Touch
- Chou Benten in Usagi-Chan de Cue!
- Farfarello in Weiß kreuz
- Bomber in Yu-Gi-Oh! (serie animata 1998)
- Dottor Chronos in Yu-Gi-Oh! GX
- Tanji Washijō in Haikyu!!

### Serie videoludiche
- Simon Cohen Orestes in Ace Combat 3 Electrosphere
- Freezer in Battle Stadium D.O.N, J-Stars Victory Vs+ e Jump Force
- Madame Luna in Bust a Move 4
- Mayuri Kurotsuchi in Bleach: Blade Battlers, Bleach: Blade Battlers 2, Bleach: The Blade of Fate, Bleach DS 2nd: Kokui Hirameku Requiem, Bleach GC: Tasogare Ni Mamieru Shinigami, Bleach Wii: Hakujin Kirameku Rondo, Bleach: Heat the Soul 3, Bleach: Heat the Soul 4 e Bleach: Brave Souls
- Utsuro in DeviceReign
- Freezer, Cooler e Kuriza in Dragon Ball Z: Ultimate Battle 22, Dragon Ball: Final Bout, Dragon Ball Z: Budokai, Dragon Ball Z: Budokai 2, Dragon Ball Z: Budokai 3, Dragon Ball Z: Budokai Tenkaichi, Dragon Ball Z: Budokai Tenkaichi 2, Dragon Ball Z: Budokai Tenkaichi 3, Dragon Ball FighterZ, Super Dragon Ball Z, Dragon Ball Z: Kakarot e Dragon Ball: Sparking! Zero
- Tamburello in Dragon Ball Z: Budokai Tenkaichi 3 e Dragon Ball: Revenge of King Piccolo
- Pope Skriterioska in Dragon Quest Rivals
- Avarith in Dragon Quest XI S: Echi di un'era perduta - Edizione Definitiva
- Sariel in El Shaddai: Ascension of the Metatron
- Glaza in Farmagia
- Anre in Granblue Fantasy, Granblue Fantasy Versus e Granblue Fantasy: Versus Rising e Granblue Fantasy: Relink
- Ling in Kingdom Hearts II
- Dottor Vital e Protettore dentellato in Live A Live (Remake)
- Mac Gargan/Scorpion in Marvel's Spider-Man e Marvel's Spider-Man 2
- Hayate Tsumabuki in Monark
- Shiraz in Musashi: Samurai Legend
- Sangria in NeverDead
- Imagawa Yoshimoto in Nioh 2
- Caesar Clown in One Piece: Unlimited World Red, One Piece: Pirate Warriors 3 e One Piece: Burning Blood
- Onigashira in Oreshika: Tainted Bloodlines
- King Leo/Sudou Tatsuya in Persona 2: Innocent Sin
- JOKER/Sudou Tatsuya in Persona 2: Eternal Punishment
- Ameno-sagiri in Persona 4
- Brad Kilsten in Psychic Force, Psychic Force Puzzle Taisen e Psychic Force 2012
- Isaac di Kraken in Saint Seiya: Brave Soldiers e Saint Seiya: Soldiers' Soul
- Muza Merime in Super Robot Wars Z2: Destruction Chapter e Super Robot Wars Z2: Rebirth Chapter
- Fool in Tail Concerto
- Arekshim in Tech Romancer
- Kō Leifō in The Bouncer
- Jason Dante in Uncharted: L'abisso d'oro
- Fenrir in Valkyrie Elysium
- Katsumi Sugai in Yakuza 6: The Song of Life

## Discografia

### Singoli
- "Ginga Honey" in Denshi Sentai Denjiman episodio 23

## Riconoscimenti
| Anno | Premio                           | Categoria                   | Risultato       |
| ---- | -------------------------------- | --------------------------- | --------------- |
| 2016 | 25° Japanese Film Critics Awards | Miglior voce dell'anno      | Vincitore/trice |
| 2017 | 11th Seiyu Awards                | Kei Tomiyama Memorial Award | Vincitore/trice |